# Fandango Media
Fandango Media, LLC è un'azienda statunitense che vende biglietti per i cinema tramite il loro sito web e tramite la sua applicazione mobile, nonché un fornitore di informazioni riguardanti televisione e altri media, anche attraverso i siti web controllati come Flixster, Movies.com e Rotten Tomatoes.

## Storia
Fandango è stata fondata all'inizio degli anni 2000 come altre aziende che offrivano servizio di vendita online di biglietti per i cinema, a volte creati dalle stesse aziende proprietarie di sale. Negli anni 2000 ha continuato ad essere attiva nonostante la "concorrenza" di sistemi home cinema, DVD e televisori ad alta definizione.
L'11 aprile 2007, Comcast ha acquisito Fandango, con l'intenzione di integrarla in un nuovo sito di intrattenimento chiamato "Fancast.com", che sarebbe stato lanciato nell'estate del 2007. Nel giugno 2008, il dominio Movies.com è stato acquisito da Disney. Con l'acquisto da parte di Comcast della maggioranza di NBCUniversal nel gennaio 2011 (piena proprietà nel 2013), Fandango e tutte le altre risorse multimediali di Comcast sono state fuse nella società.
Nel marzo 2012, Fandango ha annunciato una partnership con Yahoo! Film, rendendo Fandango il venditore online di biglietti ufficiale per gli utenti registrati di Yahoo!. Quell'ottobre, Paul Yanover fu nominato presidente di Fandango.
Fandango ha fatto la sua prima acquisizione internazionale a settembre 2015 quando ha acquistato la società di biglietteria brasiliana Ingresso, che fornisce biglietti per vari eventi di intrattenimento brasiliani, tra cui il festival Rock in Rio.
Il 29 gennaio 2016, Fandango ha annunciato l'acquisizione di M-GO, una joint venture tra Technicolor SA e DreamWorks Animation (NBCUniversal ha acquisito quest'ultima società tre mesi dopo), che avrebbe poi ribattezzato come "FandangoNOW".

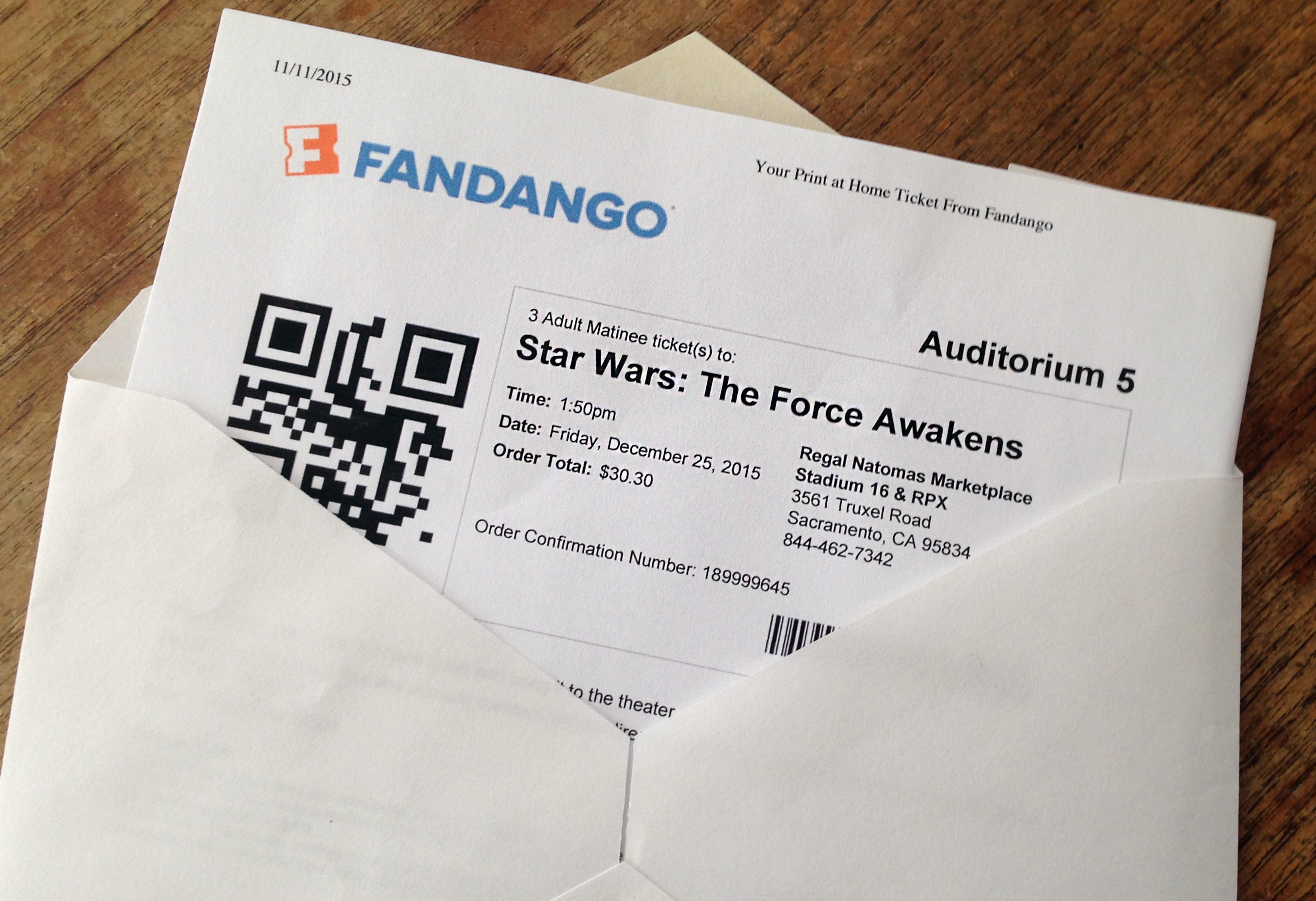
Biglietto per il film Star Wars: The Force Awakens

Nel febbraio 2016, Fandango ha annunciato l'acquisizione di Flixster e Rotten Tomatoes dalla Warner Bros. Entertainment di Time Warner. Come parte dell'accordo, Warner Bros. diventava un azionista del 30% della società combinata Fandango.
Nel dicembre 2016, Fandango Media ha acquistato Cinepapaya, un sito web con sede in Perù per l'acquisto di biglietti per il cinema, per un importo non divulgato. Più tardi quello stesso mese, Fandango si trasferì nell'ex quartier generale della Fox Interactive Media a Beverly Hills.